# Раймунд-Рубен
Раймунд-Рубен (Раймунд Рупен или Раймонд-Рубен; 1199—1221) — правитель Антиохийского княжества. Сын графа Триполи Раймунда IV и дочери восьмого правителя Киликийского армянского царства Алисы.

## Биография
В 1194 году Левоном около Баграса был пленен Боэмунд III, для освобождения которого понадобилось специальное прибытие в Сис короля Иерусалима Генриха Шампанского. Условием освобождения стал отказ от притязаний Боэмунда III на Баграс, и брак Алисы, дочери Рубена III, с Раймундом IV, сыном Боэмунда III. Согласно этому же договору возможный наследник этого союза получал корону Антиохии.
В 1199 году у Раймунда IV и Алисы родился сын.
В 1201 году умер Боэмунд III. По договору, заключённому в 1194 году между Киликией и Антиохией, на престол должен был взойти Раймунд-Рубен. Право наследования оспорил младший сын умершего правителя, Боэмунд IV, желавший присоединения Антиохии не к Киликии, а к своим владениям. Между двумя государствами разразился конфликт.
В 1205 году, Раймунд-Рубен, свергнув князя Боэмунда IV, пришёл к власти в Антиохии, но через три года, в 1208 году, сам был свергнут Боэмундом IV.
В 1216 году, Левон занимает Антиохию, власть над которой передает законному наследнику, своему внучатому племяннику Раймунду-Рубену. Но его правление в Антиохии потерпело фиаско и вызвало возмущение населения. Более того Раймунд-Рубен поссорился с братом своего деда, армянским королём. Вероятно это произошло из-за того, что Левон, у которого родилась вторая дочь — Забел, решил назначить её наследницей киликийского престола.
В 1219 году Боэмунд IV захватил Антиохию и изгнал Раймонд-Рубена.